# Everlast (компанія)
Everlast Worldwide — компанія з вироблення спортивних товарів, боксерського одягу та спортивного устаткування.

## Історія компанії
Компанія була створена Якобом Голомбом у 1910 році. Вона була зареєстрована в Бронксі (Нью-Йорк), як фірма з вироблення купальників. Засновник фірми звернув увагу на те, що купальники, які виготовлялися у США на той час, були придатними не довше одного сезону. Тоді він почав виробляти їх власноруч, гарантуючи, що вони будуть придатними для використання більше одного року.
Пізніше Голомб розширив компанію до невеликого відділу з пошиву спортивного одягу. В 1917 році молодий боксер Джек Демпсі привів Якоба і «Everlast» у світ боксу. На прохання спортсмена, Голомб спроектував модель захисного шолому, який був здатний витримати 15 раундів й інтенсивні тренування. В 1919 році Демпсі виборов звання чемпіона світу з боксу у важкій вазі, виступаючи у рукавичках «Everlast». З тих пір компанія стала головним постачальником боксерського знаряддя по всьому світу. В 1925 році Голомб розробив спортивні шорти з поясом на заміну спортивним трусам, які використовували боксери у той час. У наш час ці шорти називають боксерськими.
Якоб Голомб керував своєю компанією до самої смерті в 1950-х роках. Компанію успадкував його син Ден. В 1958 році Бен Надорф викупив 50 % акцій «Everlast» у родини Голомбів. Він став віце-президентом компанії і президентом діючих філіалів. Коли в 1995 році помер Бен, Надорф викупив решта 50 % компанії і залишався президентом «Everlast» до 24 жовтня 2000 року. «Active Apparel Group Inc.» придбало компанію за 60 мільйонів доларів. 20 вересня 2007 «Everlast» було придбано британською компанією Brands Holdings.
За даними, станом на 2007 рік, компанія представлена у 101 країні і має 88 ліцензій по всьому світу.

## Нагороди
- Міжнародна премія MMA — переможець в номінації «Найкраще технічне устаткування» (2010,2011)